# Gold 90.5 FM
 Gold 90.5 FM  är en radiostation som sänder över Singapore. Stationen sänder äldre låtar från 70-talet till 90-talet.